# 日本学術振興会賞
日本学術振興会賞（にほんがくじゅつしんこうかいしょう）は、日本学術振興会が運営する、若手科学者を対象とした賞。
日本IBM科学賞と受賞者層が重複しているが、日本IBM科学賞では対象となっていない人文・社会系や生物系も対象となっている。他に若手科学者向けの賞としては、文部科学大臣表彰の若手科学者賞というものもあるが、こちらは対象年齢が低く、まだ無名の研究者も多く含まれることから、受賞者層はかなり異なる。

## 概要
例年春に推薦を募集しており、大学等の機関からの推薦と、個人研究者からの推薦が可能。受賞発表の資料によると、日本学術振興会の学術システム研究センターにおいて予備審査を行ったのち、審査会で本審査を行うとのことである。審査委員には、江崎玲於奈、野依良治などノーベル賞受賞者が名を連ね、将来のノーベル賞受賞者を発掘するという賞の意気込みが感じられる。
授賞式は、例年2月に日本学士院で行われており、秋篠宮文仁親王、同妃紀子が列席する。

## 過去の受賞者

### 第1回（平成16年度）

#### 人文・社会科学系
- 勝又直也 - 京都大学大学院人間・環境学研究科 助教授
- 黒崎卓 - 一橋大学経済研究所 助教授
- 多賀厳太郎 - 東京大学大学院教育学研究科 助教授
- 竹谷悦子 - 筑波大学大学院人文社会科学研究科 助教授
- 村上郁也 - NTT株式会社NTTコミュニケーション科学基礎研究所 主任研究員
- 渡辺靖 - 慶應義塾大学環境情報学部 助教授

#### 理工系
- 青木慎也 - 筑波大学大学院数理物質科学研究科 教授
- 石原一彰 - 名古屋大学大学院工学研究科 教授
- 大野裕三 - 東北大学電気通信研究所 助教授
- 加藤隆史 - 東京大学大学院工学系研究科 教授
- 香取秀俊 - 東京大学大学院工学系研究科 助教授
- 小林修 - 東京大学大学院薬学系研究科 教授
- 鈴木俊法 - 理化学研究所 主任研究員
- 武井康子 - 東京大学地震研究所 助教授
- 幅﨑浩樹 - 北海道大学大学院工学研究科 助教授
- 藤澤利正 - 日本電信電話（株）NTT物性科学基礎研究所 特別研究員
- 望月新一 - 京都大学数理解析研究所 教授

#### 生物系
- 赤司浩一 - 九州大学病院遺伝子細胞療法部 教授
- 上村匡 - 京都大学大学院生命科学研究科 教授
- 熊ノ郷淳 - 大阪大学微生物病研究所 助教授
- 小林達彦 - 筑波大学大学院生命環境科学研究科 教授
- 高柳広 - 東京医科歯科大学大学院医歯学総合研究科 特任教授
- 中山敬一 - 九州大学生体防御医学研究所 教授
- 長谷部光泰 - 自然科学研究機構基礎生物学研究所 教授
- 渡邊直樹 - 京都大学大学院医学研究科 助教授

### 第2回（平成17年度）

#### 人文・社会科学系
- 秋山聰 - 東京学芸大学教育学部 助教授
- 友永雅己 - 京都大学霊長類研究所 助教授
- 西田眞也 - 日本電信電話（株）NTTコミュニケーション科学基礎研究所 主幹研究員
- 星（濱田）泉  - 東京外国語大学アジア・アフリカ言語文化研究所 助教授
- 松井彰彦 - 東京大学大学院経済学研究科 教授
- 森山幹弘 - 南山大学外国語学部 教授

#### 理工系
- 安藤陽一 - 財団法人電力中央研究所材料科学研究所 上席研究員
- 今堀博 - 京都大学大学院工学研究科 教授
- 陰山聡 - 独立行政法人海洋研究開発機構地球シミュレータセンター グループリーダー
- 兒玉了祐 - 大阪大学大学院工学研究科 教授
- 田原太平 - 独立行政法人理化学研究所 主任研究員
- 中島啓 - 京都大学大学院理学研究科 教授
- 馬場俊彦 - 横浜国立大学大学院工学研究院 教授
- 松岡聡 - 東京工業大学学術国際情報センター 教授
- 横尾真 - 九州大学大学院システム情報科学研究院 教授

#### 生物系
- 天谷雅行 - 慶應義塾大学医学部 教授
- 五十嵐和彦 - 東北大学大学院医学系研究科 教授
- 武田重信 - 東京大学大学院農学生命科学研究科 助教授
- 立花宏文 - 九州大学大学院農学研究院 助教授
- 野地博行 - 大阪大学産業科学研究所 教授
- 馬建鋒 - 岡山大学資源生物科学研究所 教授
- 山崎健二 - 東京女子医科大学心臓血管外科 講師
- 渡邊嘉典 - 東京大学分子細胞生物学研究所 教授

### 第3回（平成18年度）

#### 人文・社会科学系
- 石原あえか - 慶應義塾大学商学部 助教授
- 梶井厚志 - 京都大学経済研究所 教授
- 近藤孝弘 - 名古屋大学大学院教育発達科学研究科 助教授
- 福江充 - 富山県立山博物館 主任・学芸員
- 溝口孝司 - 九州大学大学院比較社会文化研究院 助教授
- 渡辺千香子 - 大阪学院短期大学国際文化学科 助教授

#### 理工系
- 大熊毅 - 北海道大学大学院工学研究科 教授
- 大森賢治 - 自然科学研究機構分子科学研究所 教授
- 川﨑雅司 - 東北大学金属材料研究所 教授
- 侯召民 - 理化学研究所 主任研究員
- 小林俊行 - 京都大学数理解析研究所 教授
- 杉山直 - 名古屋大学大学院理学研究科 教授
- 田中雅明 - 東京大学大学院工学系研究科 教授
- 椿範立(範 立） - 富山大学大学院理工学研究部（工学） 教授
- 銅谷賢治 - 沖縄科学技術大学院大学先行研究神経計算ユニット 代表研究者
- 古澤明 - 東京大学大学院工学系研究科 助教授

#### 生物系
- 荒木崇 - 京都大学大学院生命科学研究科 教授
- 岩田想 - インペリアル・カレッジ・ロンドン生命科学科 デービットブロウ記念生物物理学教授、構造生物学センターディレクター
- 片桐秀樹 - 東北大学大学院医学系研究科 教授
- 澤本和延 - 慶應義塾大学医学部 助教授
- 田中真二 - 東京医科歯科大学情報医科学センター／肝胆膵外科 特任助教授
- 古川貴久 - 大阪バイオサイエンス研究所発生生物学部門 研究部長
- 宮脇敦史 - 理化学研究所脳科学総合研究センター グループディレクター、チームリーダー
- 山中伸弥 - 京都大学再生医科学研究所 教授
- 吉崎悟朗 - 東京海洋大学海洋科学部 助教授

### 第4回（平成19年度）

#### 人文・社会科学系
- 青山和夫 - 茨城大学人文学部 教授
- 石川禎浩 - 京都大学人文科学研究所 准教授
- 岩下明裕 - 北海道大学スラブ研究センター 教授
- 菊澤律子 - 人間文化研究機構国立民族学博物館 准教授
- 野崎大地 - 東京大学大学院教育学研究科 准教授

#### 理工系
- 石渕久生 - 大阪府立大学大学院工学研究科 教授
- 大越慎一 - 東京大学大学院理学系研究科 教授
- 大槻知忠 - 京都大学数理解析研究所 准教授
- 岡部聡 - 北海道大学大学院工学研究科 准教授
- 沖大幹 - 東京大学生産技術研究所 教授
- 押川正毅 - 東京大学物性研究所 教授
- 田畑仁 - 東京大学大学院工学系研究科 教授
- 西坂崇之 - 学習院大学理学部 准教授
- 羽澄昌史 - 高エネルギー加速器研究機構素粒子原子核研究所 教授
- 松本眞 - 広島大学大学院理学研究科 教授

#### 生物系
- 芦苅基行 - 名古屋大学生物機能開発利用研究センター 教授
- 塚谷裕一 - 東京大学大学院理学系研究科 教授、基礎生物学研究所 客員教授
- 中田和人 - 筑波大学大学院生命環境科学研究科 准教授
- 林康紀 - マサチューセッツ工科大学脳・認知科学部 アシスタント・プロフェッサー
- 平尾敦 - 金沢大学がん研究所 教授
- 深津武馬 - 産業技術総合研究所生物機能工学研究部門 研究グループ長
- 藤原徹 - 東京大学生物生産工学研究センター 准教授
- 水島昇 - 東京医科歯科大学大学院医歯学総合研究科 教授

### 第5回（平成20年度）

#### 人文・社会科学系
- 有田伸 - 東京大学大学院総合文化研究科 准教授
- 中井亜佐子 - 一橋大学大学院言語社会研究科 准教授
- 古澤泰治 - 一橋大学大学院経済学研究科 教授
- 宮紀子 - 京都大学人文科学研究所 助教

#### 理工系
- 伊藤公平 - 慶應義塾大学理工学部 教授
- 井上邦雄 - 東北大学大学院理学研究科 教授
- 井上将行 - 東京大学大学院薬学系研究科 教授
- 上田正仁 - 東京大学大学院理学系研究科 教授
- 小江誠司 - 九州大学未来化学創造センター 教授
- 小林直樹 - 東北大学大学院情報科学研究科 教授
- 染谷隆夫 - 東京大学大学院工学系研究科 准教授
- 辻雄 - 東京大学大学院数理科学研究科 准教授
- 辻伸泰 - 大阪大学大学院工学研究科 准教授
- 納富雅也 - 日本電信電話株式会社NTT物性科学基礎研究所 主幹研究員
- 廣瀬敬 - 東京工業大学大学院理工学研究科 教授

#### 生物系
- 勝野雅央 - 名古屋大学高等研究院 特任講師
- 小泉修一 - 山梨大学大学院医学工学総合研究部 教授
- 沢村達也 - 国立循環器病センター脈管生理部 部長
- 白髭克彦 - 東京工業大学大学院生命理工学研究科 教授
- 鳥居啓子 - ワシントン大学生物学部 アソシエイトプロフェッサー
- 濡木理 - 東京大学医科学研究所 教授
- 柳澤純 - 筑波大学先端学際領域研究センター 教授
- 吉村崇 - 名古屋大学大学院生命農学研究科 教授
- 若山照彦 - 理化学研究所発生・再生科学総合研究センター チームリーダー

### 第6回（平成21年度）

#### 人文・社会科学系
- 依田高典 - 京都大学大学院経済学研究科 教授
- 樫永真佐夫 - 人間文化研究機構国立民族学博物館 准教授
- 川合伸幸 - 名古屋大学大学院情報科学研究科 准教授
- 西村玲 - 財団法人東方研究会 研究員

#### 理工系
- 五十嵐健夫 - 東京大学大学院情報理工学系研究科 准教授
- 小澤登高 - 東京大学大学院数理科学研究科 准教授
- 菊地和也 - 大阪大学大学院工学研究科 教授
- 佐藤治 - 九州大学先導物質化学研究所 教授
- 柴田大 - 京都大学基礎物理学研究所 教授
- 杉野目道紀 - 京都大学大学院工学研究科 教授
- 竹内繁樹 - 北海道大学電子科学研究所 教授
- 竹内昌治 - 東京大学生産技術研究所 准教授
- 千葉滋 - 東京工業大学大学院情報理工学研究科 教授
- 畠賢治 - 産業技術総合研究所ナノチューブ応用研究センター 研究チーム長
- 藤井聡 - 京都大学大学院工学研究科 教授
- 望月拓郎 - 京都大学数理解析研究所 准教授
- 湯浅新治 - 産業技術総合研究所エレクトロニクス研究部門 研究グループ長

#### 生物系
- 後藤由季子 - 東京大学分子細胞生物学研究所 教授
- 榊原均 - 理化学研究所植物科学研究センター グループディレクター
- 白根道子 - 九州大学生体防御医学研究所 准教授
- 竹田潔 - 大阪大学大学院医学系研究科 教授
- 東原和成 - 東京大学大学院農学生命科学研究科 教授
- 東山哲也 - 名古屋大学大学院理学研究科 教授
- 村田茂穂 - 東京大学大学院薬学系研究科 教授
- 山下俊英 - 大阪大学大学院医学系研究科 教授

### 第7回（平成22年度）

#### 人文・社会科学系
- 勝又悦子 - 同志社大学神学部 助教
- 高岸輝 - 東京工業大学大学院理工学研究科 准教授
- 松田安昌 - 東北大学大学院経済学研究科 教授
- 森肇志 - 東京大学大学院法学政治学研究科 教授
- 山中由里子 - 国立民族学博物館 准教授

#### 理工系
- 伊山修 - 名古屋大学大学院多元数理科学研究科 教授
- 大井貴史 - 名古屋大学大学院工学研究科 教授
- 小澤岳昌 - 東京大学大学院理学系研究科 教授
- 木村剛 - 大阪大学大学院基礎工学研究科 教授
- 齊藤英治 - 東北大学金属材料研究所 教授
- 佐藤洋一 - 東京大学生産技術研究所 教授
- 土屋卓久 - 愛媛大学地球深部ダイナミクス研究センター 教授
- 鳥澤健太郎 - 知識創生コミュニケーション研究センター グループリーダー
- 福村知昭 - 東京大学大学院理学系研究科 准教授
- 福山博之 - 東北大学多元物質科学研究所 教授
- 渡部平司 - 大阪大学大学院工学研究科 教授

#### 生物系
- 伊藤政博 - 東洋大学生命科学部 教授
- 上田泰己 - 理化学研究所発生・再生科学総合研究センター プロジェクトリーダー
- 北岡卓也 - 九州大学大学院農学研究院 准教授
- 葛山智久 - 東京大学生物生産工学研究センター 准教授
- 竹田秀 - 慶應義塾大学医学部 特別研究准教授
- 松浦健二 - 岡山大学大学院環境学研究科 准教授
- 山内敏正 - 東京大学大学院医学系研究科 講師
- 山﨑晶 - 九州大学生体防御医学研究所 教授
- 渡辺正夫 - 東北大学大学院生命科学研究科 教授

### 第8回（平成23年度）

#### 人文・社会科学系
- 青山和佳 - 北海道大学大学院メディア・コミュニケーション研究院 准教授
- 市大樹 - 大阪大学文学部 准教授
- 桑木野幸司 - 大阪大学文学部 准教授
- 平田聡 - 京都大学霊長類研究所 特定准教授
- 宮宅潔 - 京都大学人文科学研究所 准教授
- 森口千晶 - 一橋大学経済研究所 教授

#### 理工系
- 小野輝男 - 京都大学化学研究所 教授
- 勝見武 - 京都大学大学院地球環境学堂 教授
- 熊谷隆 - 京都大学数理解析研究所 教授
- 忍久保洋 - 名古屋大学大学院工学研究科 教授
- 末永和知 - 産業技術総合研究所ナノチューブ応用研究センター 上席研究員
- 高井研 - 海洋研究開発機構海洋・極限生物圏領域 プログラムディレクター
- 田中貴浩 - 京都大学基礎物理学研究所 教授
- 津本浩平 - 東京大学医科学研究所 教授
- 中野貴由 - 大阪大学大学院工学研究科 教授
- 西林仁昭 - 東京大学大学院工学系研究科 准教授
- 松浦和則 - 九州大学大学院工学研究院 准教授

#### 生物系
- 家田真樹 - 慶應義塾大学医学部 特任講師
- 稲葉謙次 - 九州大学生体防御医学研究所 准教授
- 浦野泰照 - 東京大学大学院医学系研究科 教授
- 木下賢吾 - 東北大学大学院情報科学研究科 教授
- 高谷直樹 - 筑波大学生命環境系 教授
- 泊幸秀 - 東京大学分子細胞生物学研究所 准教授
- 西村栄美 - 東京医科歯科大学難治疾患研究所 教授

### 第9回（平成24年度）

#### 人文・社会科学系
- 池本大輔 - 明治学院大学法学部 准教授
- 隠岐さや香 - 広島大学大学院総合科学研究科 准教授
- 高橋英彦 - 京都大学大学院医学研究科 准教授
- 平井浩 - ラドバウド大学哲学・科学史研究所 ポスドク研究員
- 松島法明 - 大阪大学社会経済研究所 教授

#### 理工系
- 浅井祥仁 - 東京大学大学院理学系研究科 准教授
- 及川勝成 - 東北大学大学院工学研究科 准教授
- 大友明 - 東京工業大学大学院理工学研究科 教授
- 荻博次 - 大阪大学大学院基礎工学研究科 准教授
- 河原林健一 - 国立情報学研究所情報学プリンシプル研究系 教授
- 鈴木勉 - 東京大学大学院工学系研究科 教授
- 住井英二郎 - 東北大学大学院情報科学研究科 准教授
- 塚越一仁 - 物質・材料研究機構国際ナノアーキテクトニクス研究拠点 主任研究者
- 中西賢次 - 京都大学大学院理学研究科 教授
- 新倉弘倫 - 早稲田大学理工学術院 准教授
- 村上修一 - 東京工業大学大学院理工学研究科 教授
- 山口茂弘 - 名古屋大学物質科学国際研究センター 教授

#### 生物系
- 伊川正人 - 大阪大学微生物病研究所 教授
- 池谷裕二 - 東京大学大学院薬学系研究科 准教授
- 井上彰 (医学者) - 東北大学病院臨床試験推進センター 特任准教授
- 海部陽介 - 国立科学博物館人類研究部 研究主幹
- 笠原博幸 - 理化学研究所植物科学研究センター 上級研究員
- 田中元雅 - 理化学研究所脳科学総合研究センター チームリーダー
- 野尻秀昭 - 東京大学生物生産工学研究センター 准教授

### 第10回（平成25年度）

#### 総合系
- 伊藤孝行 - 名古屋工業大学大学院工学研究科 准教授
- 神谷之康 - 国際電気通信基礎技術研究所脳情報通信総合研究所 神経情報学研究室室長
- 後藤真孝 - 産業技術総合研究所情報技術研究部門 首席研究員

#### 人文・社会科学系
- 佐藤仁 - 東京大学東洋文化研究所 准教授
- 島村一平 - 滋賀県立大学人間文化学部 准教授
- 曽我謙悟 - 神戸大学大学院法学研究科 教授
- 中嶋智之 - 京都大学経済研究所 教授
- 村上靖彦 - 大阪大学大学院人間科学研究科 准教授

#### 理工系
- 伊丹健一郎 - 名古屋大学トランスフォーマティブ生命分子研究所 拠点長・教授
- 井出哲 - 東京大学大学院理学系研究科 教授
- 宇田哲也 - 京都大学大学院工学研究科 准教授
- 太田慎一 - 京都大学大学院理学研究科 准教授
- 岡田健一 - 東京工業大学大学院理工学研究科 准教授
- 岡本晃充 - 東京大学先端科学技術研究センター 教授
- 陰山洋 - 京都大学大学院工学研究科 教授
- 河野行雄 - 東京工業大学量子ナノエレクトロニクス研究センター 准教授
- 木村崇 - 九州大学大学院理学研究院 教授
- 小林研介 - 大阪大学大学院理学研究科 教授

#### 生物系
- 石川文彦 - 理化学研究所統合生命医科学研究センター グループディレクター・主任研究員
- 印南秀樹 - 総合研究大学院大学先端科学研究科 准教授
- 大西康夫 - 東京大学大学院農学生命科学研究科 教授
- 斎藤通紀 - 京都大学大学院医学研究科 教授
- 佐藤ゆたか - 京都大学大学院理学研究科 准教授
- 堤康央 - 大阪大学大学院薬学研究科 教授
- 永井健治 - 大阪大学産業科学研究所 教授

### 第11回（平成26年度）

#### 総合系
- 高木剛 - 九州大学マス・フォア・インダストリ研究所 教授
- 田中真美 - 東北大学大学院医工学研究科 教授
- 原隆博 - 大阪大学大学院情報科学研究科 准教授
- 宮尾祐介 - 国立情報学研究所コンテンツ科学研究系 准教授

#### 人文・社会科学系
- 石井敬子 - 神戸大学大学院人文学研究科 准教授
- 諏訪部浩一 - 東京大学大学院人文社会系研究科 准教授
- 関口格 - 京都大学経済研究所 教授
- 鶴見太郎 - 埼玉大学研究機構研究企画室（教養学部） 准教授
- 長谷川修一 - 立教大学文学部 准教授

#### 理工系
- 伊藤一秀 - 九州大学大学院総合理工学研究院 准教授
- 駒場慎一 - 東京理科大学理学部第一部 教授
- 齊藤博英 - 京都大学iPS細胞研究所 教授
- 多々見純一 - 横浜国立大学大学院環境情報研究院 教授
- 田中敬二 - 九州大学大学院工学研究院 教授
- 戸田幸伸 - 東京大学国際高等研究所カブリ数物連携宇宙研究機構 特任准教授
- 中辻知 - 東京大学物性研究所 教授
- 東脇正高 - 未来ICT研究所 統括兼センター長

#### 生物系
- 井垣達吏 - 京都大学大学院生命科学研究科 教授
- 石井優 - 大阪大学大学院生命機能研究科 教授
- 椛島健治 - 京都大学大学院医学研究科 准教授
- 佐藤豊 - 名古屋大学大学院生命農学研究科 准教授
- 鈴木淳史 - 九州大学生体防御医学研究所 教授
- 中村和弘 - 京都大学学際融合教育研究推進センター 准教授
- 濱野吉十 - 福井県立大学生物資源学部 准教授
- 望月敦史 - 理化学研究所望月理論生物学研究室 主任研究員

### 第12回（平成27年度）

#### 総合系
- 桂誠一郎 - 慶應義塾大学理工学部 准教授
- 定兼邦彦 - 東京大学大学院情報理工学系研究科 教授
- 谷本拓 - 東北大学大学院生命科学研究科 教授

#### 人文・社会科学系
- 太田淳 - 広島大学大学院文学研究科 教授
- 小山弓弦葉 - 東京国立博物館学芸研究部 工芸室長
- 高村学人 - 立命館大学政策科学部 教授
- 村山航 - レディング大学心理学部 准教授
- 渡部森哉 - 南山大学人文学部 教授

#### 理工系
- 池上弘樹 - 理化学研究所創発物性科学研究センター 専任研究員
- 上西幸司 - 東京大学大学院工学研究科 准教授
- 植村卓史 - 京都大学大学院工学研究科 准教授
- 木賀大介 - 東京工業大学大学院総合理工学研究科 准教授
- 齊藤晋聖 - 北海道大学大学院情報科学研究科 教授
- 関谷毅 - 大阪大学産業科学研究所 教授
- 西田究 - 東京大学地震研究所 准教授
- 林正人 - 名古屋大学大学院多元数理科学研究科 教授
- 日野正訓 - 大阪大学大学院基礎工学研究科 教授
- 前田理 - 北海道大学大学院理学研究院 准教授

#### 生物系
- 五十嵐圭日子 - 東京大学大学院農学生命科学研究科 准教授
- 川口章 - 岡山県農林水産部　主任
- 北野潤 - 国立遺伝学研究所集団遺伝研究系 教授
- 竹内理 - 京都大学ウイルス研究所 教授
- 西村幸男 - 生理学研究所 准教授
- 長谷耕二 - 慶應義塾大学薬学部 教授
- 松林嘉克 - 名古屋大学大学院理学研究科 教授

### 第13回（平成28年度）

#### 総合系
- 杉山将 - 理化学研究所革新知能統合研究センター センター長・東京大学大学院新領域創成科学研究科 教授
- 松崎政紀 - 東京大学大学院医学系研究科 教授
- 山岸順一 - 国立情報学研究所コンテンツ科学研究系 准教授

#### 人文・社会科学系
- 川口大司 - 東京大学大学院経済学研究科　教授
- 野町素己 - 北海道大学スラブ・ユーラシア研究センター 准教授
- 廣瀬薫雄 - 復旦大学出土文献与古文字研究中心 副研究員
- 星野崇宏 - 慶應義塾大学経済学部 教授
- 松宮一道 - 東北大学電気通信研究所 准教授

#### 理工系
- 志甫淳 - 東京大学大学院数理科学研究科 教授
- 千葉大地 - 東京大学大学院工学系研究科 准教授
- 冨岡克広 - 北海道大学大学院情報科学研究科量子集積エレクトロニクス研究センター 准教授
- 前田和彦 - 東京工業大学理学院 准教授
- 正岡重行 - 自然科学研究機構分子科学研究所生命・錯体分子科学研究領域 准教授
- 村上裕 - 名古屋大学大学院工学研究科 教授
- 柳田健之 - 奈良先端科学技術大学院大学物質創成科学研究科 教授
- 吉田直紀 - 東京大学大学院理学系研究科 教授
- 若林克法 - 関西学院大学理工学部 教授

#### 生物系
- 秋山修志 - 分子科学研究所協奏分子システム研究センター 教授
- 勝間進 - 東京大学大学院農学生命科学研究科 准教授
- 中戸川仁 - 東京工業大学生命理工学院 准教授
- 伏信進矢 - 東京大学大学院農学生命科学研究科 教授
- 松本正幸 - 筑波大学医学医療系 教授
- 宮城島進也 - 国立遺伝学研究所細胞遺伝研究系 教授
- 茂呂和世 - 理化学研究所統合生命医科学研究センター チームリーダー
- 山田泰広 - 京都大学iPS細胞研究所 教授

### 第14回（平成29年度）

#### 総合系
- 伊藤昭彦 - 国立環境研究所地球環境研究センター 主任研究員
- 木口学 - 東京工業大学理学院 教授
- 木村勇気 - 北海道大学低温科学研究所 准教授
- 本間尚文 - 東北大学電気通信研究所 教授

#### 人文・社会科学系
- 石井美保 - 京都大学人文科学研究所 准教授
- 鎌田由美子 - 慶應義塾大学経済学部 准教授
- 北村友人 - 東京大学大学院教育学研究科 准教授
- 中谷惣 - 信州大学学術研究院教育学系 助教
- 野中哲士 - 神戸大学大学院人間発達環境学研究科 准教授

#### 理工系
- 入谷寛 - 京都大学大学院理学研究科 准教授
- 近藤猛 - 東京大学物性研究所 准教授
- 山東信介 - 東京大学大学院工学系研究科　教授
- 杉本宜昭 - 東京大学大学院新領域創成科学研究科 准教授
- 須藤祐司 - 東北大学大学院工学研究科 准教授
- 平田晃正 - 名古屋工業大学大学院工学研究科 教授
- 飛龍志津子 - 同志社大学生命医科学部 教授
- 米德大輔 - 金沢大学理工研究域 教授

#### 生物系
- 梶村真吾 - カリフォルニア大学サンフランシスコ校 (UCSF) 糖尿病センター 准教授
- 久原篤 - 甲南大学理工学部 教授
- 古寺哲幸 - 金沢大学理工研究域バイオAFM先端研究センター 准教授
- 小松雅明 - 新潟大学医歯学系　教授
- 小柳光正 - 大阪市立大学大学院理学研究科 准教授
- 佐藤俊朗 - 慶應義塾大学医学部 准教授
- 志村華子 - 北海道大学大学院農学研究院 助教
- 坂内博子 - 科学技術振興機構 統合1細胞解析のための革新的技術基盤 さきがけ専任研究者

### 第15回（平成30年度）

#### 人文・社会科学系
- 小島武仁 - スタンフォード大学経済学部 准教授
- 馬場紀寿 - 東京大学東洋文化研究所 准教授
- 藤原辰史 - 京都大学人文科学研究所 准教授
- 松林哲也 - 大阪大学大学院国際公共政策研究科 准教授
- 安岡義文 - 日本学術振興会特別研究員-SPD
- 四本裕子 - 東京大学大学院総合文化研究科 准教授

#### 理工系
- 大内正己 - 東京大学宇宙線研究所 准教授
- 鹿島久嗣 - 京都大学大学院情報学研究科 教授
- 川原圭博 - 東京大学大学院情報理工学系研究科 准教授
- 木田良才 - 東京大学大学院数理科学研究科 准教授
- 合田圭介 - 東京大学大学院理学系研究科 教授
- 柴田直哉 - 東京大学大学院工学系研究科 教授
- 滝沢研二 - 早稲田大学理工学術院 教授
- 竹村俊彦 - 九州大学応用力学研究所 教授
- 田中克典 - 理化学研究所 開拓研究本部 主任研究員
- 谷保芳孝 - 日本電信電話株式会社 NTT物性科学基礎研究所 グループリーダー
- 中尾佳亮 - 京都大学大学院工学研究科 教授
- 福間剛士 - 金沢大学新学術創成研究機構ナノ生命科学研究所 教授・所長
- 三宅弘恵 - 東京大学大学院情報学環 准教授
- 柳井毅 - 名古屋大学トランスフォーマティブ生命分子科学研究所 教授

#### 生物系
- 五島剛太 - 名古屋大学大学院理学研究科 教授
- 齋藤継之 - 東京大学大学院農学生命科学研究科 准教授
- 武部貴則 - 東京医科歯科大学統合研究機構 教授、シンシナティ小児病院オルガノイドセンター 副センター長 消化器部門・発生生物学部門 准教授、横浜市立大学先端医科学研究センター 教授
- 水沼正樹 - 広島大学大学院先端物質科学研究科 准教授
- 山本雅裕 - 大阪大学微生物病研究所 教授

### 第16回（令和元年度）

#### 人文・社会科学系
- 下地理則 - 九州大学大学院人文科学研究院 准教授
- 倉本尚徳 - 京都大学人文科学研究所 准教授
- 下地理則 - 九州大学大学院人文科学研究院 准教授
- 多湖淳 - 早稲田大学政治経済学術院 教授
- 馬奈木俊介 - 九州大学大学院工学研究院 教授

#### 理工系
- 安藤和也 - 慶應義塾大学理工学部 准教授
- 石崎章仁 - 自然科学研究機構分子科学研究所 教授
- 内田健一 - 物質・材料研究機構 磁性・スピントロニクス材料研究拠点 グループリーダー
- 加藤賢悟 - コーネル大学統計学データサイエンス学科 准教授
- 川井茂樹 - 物質・材料研究機構 国際ナノアーキテクトニクス研究拠点 主幹研究員
- 越野幹人 - 大阪大学大学院理学研究科 教授
- 下馬場朋禄 - 千葉大学大学院工学研究院 教授
- 津田雄一 - 宇宙航空研究開発機構宇宙科学研究所 准教授
- 野村政宏 - 東京大学生産技術研究所 准教授
- 前川泰則 - 京都大学大学院理学研究科 教授
- 増田直紀 - ニューヨーク州立大学バッファロー校数学科 准教授
- 松田亮太郎 - 名古屋大学大学院工学研究科 教授
- 山下誠 - 名古屋大学大学院工学研究科 教授
- 依光英樹 - 京都大学大学院理学研究科 教授

#### 生物系
- 池田史代 - 九州大学生体防御医学研究所 教授
- 倉永英里奈 - 東北大学大学院生命科学研究科 教授
- 佐竹暁子 - 九州大学大学院理学研究院 教授
- 西増弘志 - 東京大学大学院理学系研究科 准教授
- 藤澤茂義 - 理化学研究所脳神経科学研究センター チームリーダー
- 松下智直 - 九州大学大学院農学研究院 准教授

### 第17回（令和2年度）

#### 総合系
- 長岡朋人 - 聖マリアンナ医科大学医学部 准教授

#### 人文・社会科学系
- 斎藤幸平 - 大阪市立大学大学院経済学研究科 准教授
- 菅谷拓生 - スタンフォード大学経営大学院 准教授
- 三浦あゆみ - 大阪大学大学院言語文化研究科 准教授

#### 理工系
- 浦川篤 - デルフト工科大学化学工学科 教授
- 大森俊洋 - 東北大学大学院工学研究科 准教授
- 生越友樹 - 京都大学大学院工学研究科 教授
- 尾髙悠志 - 京都大学大学院理学研究科 准教授
- 鯉渕道紘 - 情報・システム研究機構国立情報学研究所 准教授
- 塩見淳一郎 - 東京大学大学院工学系研究科 教授
- 田中雅臣 - 東北大学大学院理学研究科 准教授
- 西原洋知 - 東北大学材料科学高等研究所 教授
- 林将光 - 東京大学大学院理学系研究科 准教授
- 平林由希子 - 芝浦工業大学大学院理工学研究科 教授
- 町田洋 - 学習院大学理学部 教授
- 矢貝史樹 - 千葉大学グローバルプロミネント研究基幹 教授

#### 生物系
- 井上尊生 - ジョンズ・ホプキンズ大学 医学系研究科 教授
- 岡勇輝 - カリフォルニア工科大学生物・生物工学専攻 教授
- 岡田随象 - 大阪大学大学院医学系研究科 教授
- 岡本昌憲 - 宇都宮大学バイオサイエンス教育研究センター 准教授
- 榊美知子 - テュービンゲン大学ヘクター教育科学研究所 上級研究員
- 佐藤荘 - 東京医科歯科大学大学院医歯学総合研究科 教授
- 千住淳 - ロンドン大学バークベック校心理学科 准教授
- 西野邦彦 - 大阪大学産業科学研究所 教授
- 宮本圭 - 近畿大学生物理工学部 准教授

### 第18回（令和3年度）
- 天野達也 - クイーンズランド大学生物科学部 オーストラリア研究会議・フューチャーフェロー
- 石坂香子 - 東京大学大学大学院工学系研究准科 教授
- 石田祥子 - 明治大学理工学部 准教授
- 魏范研 - 東北大学加齢医学研究所 教授
- 岡隆史 - 東京大学物性研究所 教授
- 北川大樹 - 東京大学大学院薬学系研究科 教授
- 熊倉和歌子 - 東京外国語大学アジア・アフリカ言語文化研究所 助教
- 桑村裕美子 - 東北大学大学院法学研究科 教授
- 柴田和久 - 理化学研究所脳神経科学研究センター チームリーダー
- 杉浦慎哉 - 東京大学生産技術研究所 准教授
- 多田隈建二郎 - 東北大学タフ・サイバーフィジカルAI研究センター大学院情報科学研究科 准教授
- 谷口雄一 - 京都大学高等研究院 教授　理化学研究所 生命機能科学研究センター チームリーダー
- 塚崎敦 - 東北大学金属材料研究所 教授
- 長縄宣博 - 北海道大学スラブ・ユーラシア研究センター 教授
- 南後恵理子 - 東北大学多元物質科学研究所 教授
- 野田浩司 - 東京大学宇宙線研究所 准教授
- 畠山琢次 - 関西学院大学大学院理工学研究科 教授
- 星野歩子 - 東京工業大学生命理工学院 准教授
- 室岡健志 - 大阪大学大学院国際公共政策研究科 准教授
- 森章 - 横浜国立大学大学院環境情報研究院 教授
- 安田健彦 - 大阪大学大学院理学研究科 教授
- 山崎聡 - 筑波大学医学医療系 教授 東京大学医科学研究所 特任准教授
- 山田鉄兵 - 東京大学大学院理学系研究科 教授
- 山中直岐 - カリフォルニア大学リバーサイド校昆虫学研究科　准教授
- 湯川正裕 - 慶應義塾大学理工学部 准教授

### 第19回（令和4年度）
★日本学士院学術奨励賞　同時受賞者
- 五十嵐啓★ - カリフォルニア大学アーバイン校　医学部　准教授
- 伊藤亜紗★- 東京工業大学　科学技術創成研究院　未来の人類研究センター　センター長　リベラルアーツ研究教育院　教授
- 井上茂義 - ミュンヘン工科大学　化学科　教授
- 岩井大輔 - 大阪大学　大学院基礎工学研究科　准教授
- 植田美那子 - 東北大学　大学院生命科学研究科　教授
- 加藤雄一郎 - 理化学研究所　開拓研究本部　主任研究員　光量子工学研究センター　チームリーダー
- 北島智也 - 理化学研究所　生命機能科学研究センター　チームリーダー・副センター長
- 古宮路子 - 東京大学　大学院人文社会系研究科　助教
- Benoît COLLINS - 京都大学　大学院理学研究科　教授
- 近藤絢子★ - 東京大学　社会科学研究所　教授
- 佐藤佳 - 東京大学　医科学研究所　教授
- 三宮工★ - 東京工業大学　物質理工学院　准教授
- 関根康人 - 東京工業大学　地球生命研究所　教授
- 髙橋和貴 - 東北大学　大学院工学研究科　准教授
- 野田口理孝★ - 名古屋大学　生物機能開発利用研究センター　准教授
- 馬路智仁 - 東京大学　大学院総合文化研究科　准教授
- 花田信子 - 早稲田大学　理工学術院　専任講師
- 深見俊輔 - 東北大学　電気通信研究所　教授
- 藤井啓祐 - 大阪大学　大学院基礎工学研究科　教授　量子情報・量子生命研究センター理化学研究所　量子コンピュータ研究センター　チームリーダー
- 藤森真一郎 - 京都大学　大学院工学研究科　准教授
- 堀毛悟史★ - 京都大学　高等研究院　准教授
- 前野浩太郎 - 国際農林水産業研究センター　生産環境・畜産領域　主任研究員
- 深山絵実梨 - 日本学術振興会特別研究員－PD
- 村山正宜 - 理化学研究所　脳神経科学研究センター　チームリーダー
- 山﨑雅人 - 東京大学　国際高等研究所カブリ数物連携宇宙研究機構　教授